# Paul McLaughlin
Paul James McLaughlin (* 28. September 1919 in Toronto, Ontario; † 2. Juli 2000) war ein kanadischer Segler.

## Leben
Der Kanadier Paul McLaughlin diente während des Zweiten Weltkriegs in der Royal Canadian Navy und war bei der Evakuierung von Dünkirchen beteiligt, bei der eine Flotte aus militärischen und zivilen Schiffen über 338.000 alliierte Soldaten rettete, die während der Schlacht von Dünkirchen von den Deutschen eingeschlossen waren.
Nach dem Krieg startete er seine Segelkarriere in dem heimatlichen Segelclub Royal Canadian Yacht Club (RCYC) und wurde zur dominierenden Kraft im kanadischen Wettkampfsegeln. 
Im Jahr 1948 nahm er nicht nur als Vertreter Kanadas an den Olympischen Sommerspielen in der Einhand-Jolle Firefly teil, sondern war auch der Trainer der kanadischen Segelmannschaft. Er hatte in den ersten fünf von sieben Wettfahrten unterschiedliche Ergebnisse erzielt, schied aber faktisch aus dem Kampf um die Medaillen aus, nachdem er im sechsten Rennen aufgrund eines Protests des französischen Seglers Jean-Jacques Herbulot nach einer Kollision disqualifiziert wurde. Trotzdem schaffte es McLaughlin, den fünften Platz im Wettbewerb mit 4535 Punkten zu erreichen, fast 500 Punkte vor dem sechstplatzierten Félix Sienra aus Uruguay und dem siebtplatzierten Herbulo, aber immer noch fast 700 Punkte von der Bronzemedaille entfernt.
Bei den Olympischen Sommerspielen 1952 in Helsinki trainierte er das kanadische Team erneut und startete jetzt in der Bootsklasse Finn-Dinghy. Er belegte den achten Platz in der Gesamtwertung mit 4033 Punkten. 
Obwohl er später nie wieder an Olympischen Spielen teilnahm, segelte er noch viele Jahre lang Rennen auf nationaler und internationaler Ebene.
Pauk McLaughlin ist der Vater der beiden Segler Terry und Frank McLaughlin.